# Pobedim
Pobedim es un municipio del distrito de Nové Mesto nad Váhom en la región de Trenčín, Eslovaquia, con una población estimada a final del año 2024 de 1111 habitantes.
Se encuentra ubicado al oeste de la región, cerca del río Váh (cuenca hidrográfica del Danubio) y de la frontera con la región de Trnava y la República Checa.

## Demografía
| Año        | 1994 | 2004    | 2014    | 2024    |
| ---------- | ---- | ------- | ------- | ------- |
| Población  | 1231 | 1218    | 1177    | 1111    |
| Diferencia |      | −1,05 % | −3,36 % | −5,60 % |

| Año        | 2023 | 2024    |
| ---------- | ---- | ------- |
| Población  | 1128 | 1111    |
| Diferencia |      | −1,50 % |